# Doryxenoides
Doryxenoides is een geslacht van kevers uit de familie bladkevers (Chrysomelidae).
De wetenschappelijke naam van het geslacht werd in 1927 gepubliceerd door Laboissiere.

## Soorten
- Doryxenoides hainana (Gressitt & Kimoto, 1963)
- Doryxenoides tibialis (Laboissiere, 1927)